# Cachrydinae
Cachrydinae je podtribus štitarki u tribusu Selineae, dio potporodice Apioideae.. Sastoji se od 6 rodova od kojih je tipičan kadilovka (Cachrys), u Hrvatskoj joj je predstavnik žuta kadilovka, Cachrys ferulacea.

## Rodovi
1. Diplotaenia Boiss. (5 spp.)
2. Azilia Hedge & Lamond (1 sp.)
3. Prangos Lindl. (43 spp.)
4. Bilacunaria Pimenov & V. N. Tikhom. (4 spp.)
5. Cachrys L. (8 spp.)
6. Ferulago W. D. J. Koch (52 spp.)